# Josef Benedikt von Reinach-Foussemagne

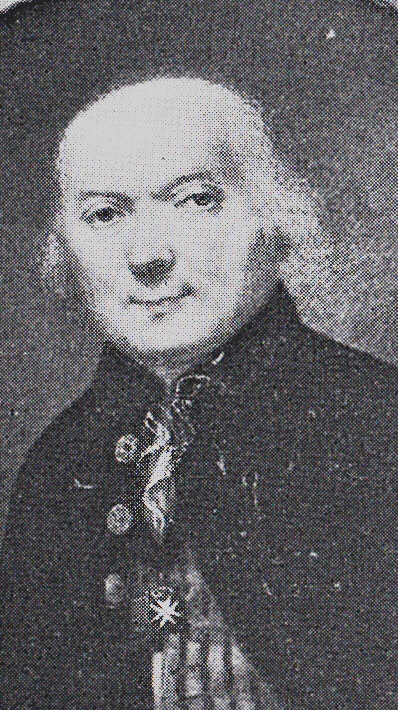
Joseph Benedikt von Reinach zu Fuchsmänningen

Johann Josef Benedikt von Reinach-Foussemagne (Fuchsmänningen) (* 2. Dezember 1710; † 14. Oktober 1796 in Wels) war von 1777 bis 1796 Großprior der deutschen Zunge des Malteserordens und damit auch Fürst von Heitersheim.

## Leben
Josef Benedikt entstammt dem alten schweizerisch-elsässischen Adelsgeschlecht der Freiherren von Reinach. Er wurde als vierter Sohn des französischen Grafen Franz Joseph Ignaz von Reinach-Foussemagne und dessen Ehefrau Maria Clara von Reinach-Münstrol geboren.
1748 bis 1767 wird Reinach als Komtur der Johanniter-Kommenden Reiden und Hohenrain genannt. Bereits unter den Großprioren Johann Baptist von Schauenburg (1755–1775) und Franz Christoph Sebastian von Remchingen (1775–1777) war Reinach Statthalter in Heitersheim. Am 20. August 1777 erfolgte dann die Wahl zum Großprior. 1777 bis 1789 wird er auch als Komtur der Kommende Bubikon genannt. 1789 verkaufte er die gesamte Kommende Bubikon an den Junker Escher, der bereits 1790 die daran haftenden Rechte (Gerichte, Zehnten und Kirchsätze) an die Stadt Zürich weiterverkaufte.
Er legte den Streit mit den Habsburgern über die Landeshoheit bei und erkannte de facto die österreichische Oberhoheit an. Im Inneren folgte er den Ideen von Kaiser Joseph II. und hob 1785 die Frondienste auf. Er hob auch das in der Herrschaft Heitersheim seit dem 15. Jahrhundert zunehmend verbreitete System der Schupflehen auf und wandelte diese wieder in Erblehen um, was zur sozialen Befriedung beitrug.